# Provinciale weg 356
De provinciale weg 356 (N356), (tussen Dokkum en Nijega Sintrale As of de Centrale As genoemd) is een provinciale weg in de provincie Friesland tussen Holwerd (veerboot naar Ameland) en Nijega. De belangrijkste plaatsen aan de weg zijn: Holwerd, Brantgum, Bornwird,  Dokkum, Damwoude, De Westereen, Veenwouden, Noordbergum, Bergum, Suameer en Nijega.

## De Centrale As/Sintrale As
Vanaf Dokkum reed het verkeer over de N356 eerst dwars door de dorpen Damwoude, De Valom, Veenwouden en Bergum, en langs Suameer om bij Nijega op de Wâldwei (N31) te eindigen. Het verkeer door Hardegarijp, Suameer en Garijp draineerde op de weg. Dit leidde tot overlast en verkeersonveilige situaties. Vandaar dat voor een nieuwe weg is gekozen die de dorpen moest ontlasten, de leefbaarheid moest verbeteren en tevens de bereikbaarheid van noordoost-Friesland zou vergroten. Daarom is de Centrale As aangelegd, een nieuwe dubbelbaans autoweg die van Dokkum in het noorden tot aan de Wâldwei in het zuiden loopt, in combinatie met rondwegen ten noorden van Hardegarijp en ten noorden van Garijp.

### Tracé
De weg is op een vrijwel geheel nieuw tracé aangelegd, dus zonder bestaande wegen op te nemen of te verbreden. Het betreft voor het grootste deel een dubbelbaans autoweg (2×2) waar een maximumsnelheid geldt van 100 km/uur. Bij het ontwerp is gepoogd rekening te houden met de landschappelijke waarde van het gebied, onder andere door de weg plaatselijk lichtelijk verdiept aan te leggen, het voorzien van houtwallen langs de weg en het aanleggen van faunapassages.

#### Deelgebied Noord
Aan de noordoostkant van Dokkum begint het tracé enkelbaans met een rotonde waarmee de weg aangesloten is op de Lauwersseewei. De Stroobossertrekweg en Trekvaart zijn met een viaduct overgestoken, en de zuidelijke rondweg van Dokkum is aangesloten met behulp van een turborotonde. Vanaf hier is de Centrale As dubbelbaans. De streek rond Damwoude is aangesloten met een ongelijkvloerse kruising terwijl lokale wegen met tunnels worden gekruist. De Valomstervaart, deel van de ecologische hoofdstructuur, wordt gepasseerd met een lang viaduct van circa 150 meter. Vlak bij De Westereen is een half klaverblad gerealiseerd om het verkeer uit Veenwouden en De Westereen naar de As te leiden.

#### Deelgebied Midden
De weg wordt met een tunnel onder de spoorlijn Leeuwarden - Groningen doorgeleid. Het tracé buigt nu af naar het westen en loopt ten zuiden van Veenwouden. Verschillende lokale en regionale wegen zijn voorzien van viaducten. Na het viaduct in de Woudweg buigt de weg weer naar het zuiden. Hier is een zogenaamde ongelijkvloerse ovonde gebouwd waarmee belangrijke wegen op de Centrale As zijn aangesloten. Enerzijds is een verbindingsweg aangelegd naar het huidige belangrijke kruispunt bij Quatrebras, en anderzijds is hier de aansluiting op de rondweg om Hardegarijp. Deze rondweg is noordelijk om Hardegarijp aangelegd met een tunnel onder de spoorlijn Leeuwarden-Groningen door waarna de weg op de bestaande N355 is aangesloten met behulp van een turborotonde. De Centrale As zelf gaat verder naar het zuiden waarbij de huidige Rijksstraatweg met een viaduct wordt gekruist. Dan gaat de weg westelijk om Bergum heen en met een aquaduct onder het Prinses Margrietkanaal door.

#### Deelgebied Zuid
Bij Suameer is een half klaverblad aangelegd om Bergum, Suameer en Garijp op de nieuwe weg aan te sluiten. Vanaf dit punt leidt een rondweg met 2×2 rijstroken noordelijk langs Garijp naar het westen richting Leeuwarden om via een bestaande rotonde aan te sluiten op de Wâldwei (N31). De hoofdtak gaat vanaf het halve klaverblad over het oude tracé verder door naar het zuiden, waarbij verschillende kruisende wegen zijn voorzien van tunnels. Bij het bestaande viaduct Nijegaasterhoek is de zuidelijke aansluiting op de Wâldwei via een kluifrotonde.

### De gemiddelde tijd van het nieuwe tracé
De afstand tussen Dokkum naar de Wâldwei (N31) is met de nieuwe weg ongeveer 2 kilometer langer, en is nu 23,5 kilometer. Ondanks deze toegenomen afstand is, door het omzeilen van de dorpskernen, de tijdwinst ongeveer 18 minuten. Qua afstand zijn de meeste routes in de nieuwe situatie langer dan in de oude situatie. Dit komt doordat de afstanden van de snelste routes zijn berekend, en meestal is dat over de Centrale As. Reizigers die in de nieuwe situatie qua afstand liever dezelfde kilometers willen blijven maken in vergelijking  met de oude situatie, kunnen nog steeds over de oude routes rijden (op een paar uitzonderingen na).
Qua reistijd zijn bijna alle nieuwe routes sneller, al maakt het voor de korte afstanden niet veel uit. Vooral bij de lange afstanden zitten ruime verschillen in reistijden tussen de oude en nieuwe situatie.
Drachten en Leeuwarden zijn in alle tabellen steeds mee genomen in de berekeningen, omdat er veel mensen uit deze plaatsen komen en er wordt verwacht dat ook zij gebruik van de Centrale As gaan maken. Er zijn veel forenzen vanuit Drachten die naar Leeuwarden gaan. Vooral in de spitsuren staat het verkeer vast bij de afrit van de Wâldwei bij Leeuwarden Zuiderburen. Uit berekeningen van dit onderzoek wordt verwacht dat als men vanuit het centrum van Leeuwarden in Drachten moet zijn, het sneller is om via de Centrale As te rijden. Dit geldt ook bij Leeuwarden – Dokkum. Als men daarbij over de Centrale As rijdt kan men in een keer door over de snelweg: eerst de Centrale As, daarna komt men bij de ovonde ten oosten van Hardegarijp waarna men rechts afslaat en gelijk op de rondweg Hardegarijp komt en dit hele stuk net als de Centrale As tot aan Leeuwarden door 100 kilometer per uur kunt rijden.

### Kritiek
De kritiek op de aanleg betrof vooral de aantasting van het landschap. De Centrale As doorsnijdt het coulisselandschap van het Nationaal Landschap Noardlike Fryske Wâlden met zijn typerende elzensingels. Niet alleen het grondbeslag van de weg zelf, maar ook eventuele uitbreiding van dorpen en industrieterreinen als gevolg van verbeterde bereikbaarheid door de aanleg van de weg zullen het aandeel onaangetast landschap doen krimpen met circa 2000 hectare. Milieuorganisaties en protestgroepen hebben alternatieve tracés voorgesteld die dichter bij de dorpen lagen en het landschap minder zouden beschadigen. Een aantal natuurorganisaties, waaronder It Fryske Gea, de Friese Milieu Federatie en Natuurmonumenten, tezamen met lokale groeperingen, heeft in 2009 een gang naar de rechtbank gemaakt in een poging de aanleg tegen te houden. De rechter verwees echter naar de mogelijkheid hiertoe in een latere fase, als de inspraak heeft plaatsgevonden. Het Ministerie van VROM moest een betere motivering geven waarom de aanleg van de weg door een nationaal Landschap niet kon worden tegengehouden. Naast natuurschade wordt getwijfeld aan het nut van De Centrale As als weg met 4 rijstroken en de economische effecten op bedrijven in de regio. De bevolking zal waarschijnlijk minder groeien, wat zijn weerslag heeft op de te verwachten verkeersdruk in de toekomst, terwijl de tijdswinst van de 4 strokenversie ten opzichte van de 2 rijstrokenversie maar 2 minuten zou bedragen. Verder zullen bedrijven in de dorpen van doorgaand verkeer worden buitengesloten waardoor deze bedrijfslocaties minder gunstig worden terwijl maar een beperkt aantal grote bedrijven uit Dokkum en Bergum voordeel zou hebben van de nieuwe weg.

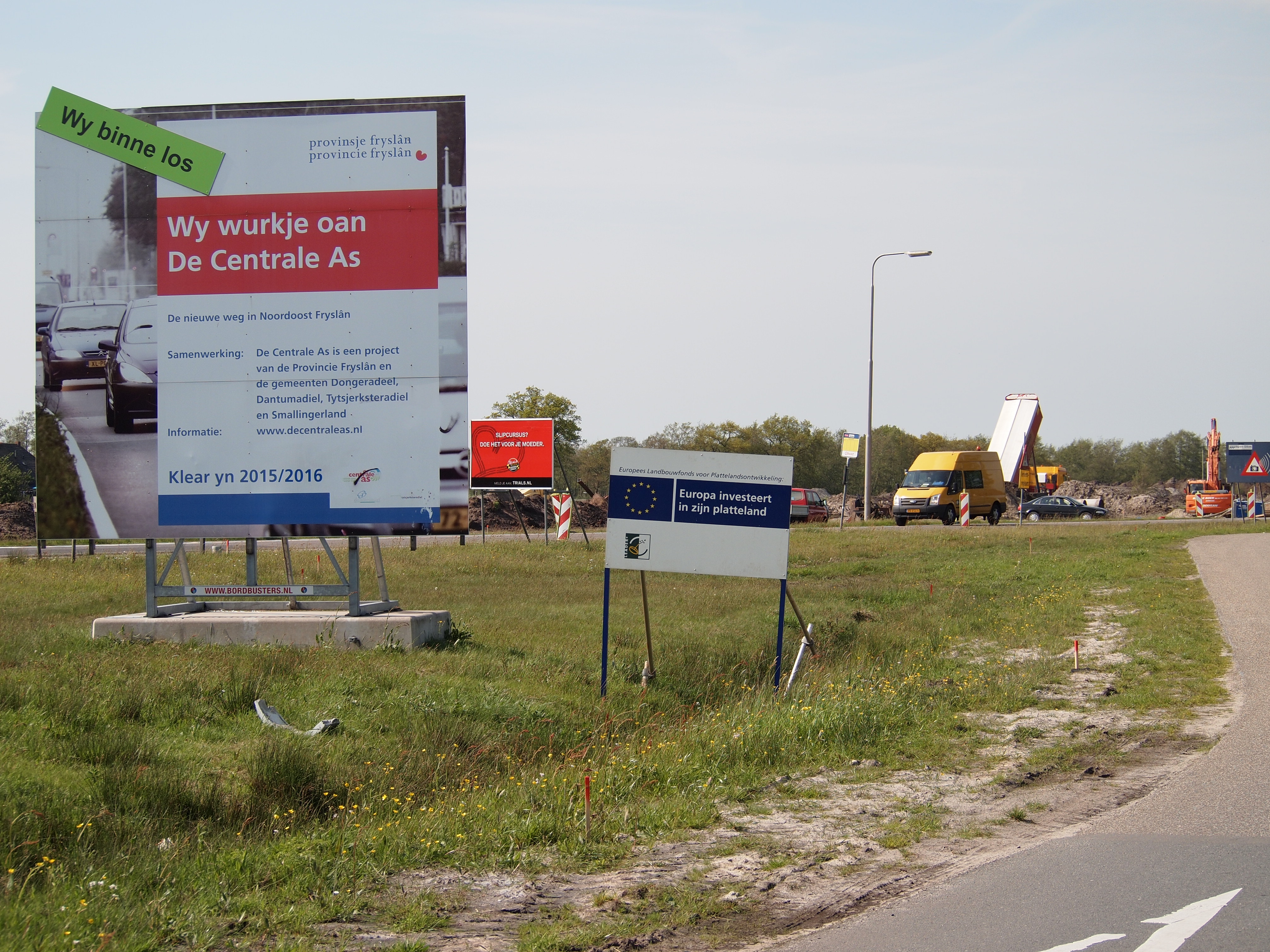
Werken aan de centrale as nabij Nijega

### Varia
In totaal zijn er 32 kunstwerken gerealiseerd, variërend van tunnels, (fiets)bruggen en viaducten tot een aquaduct. Bovendien zijn er 40 voorzieningen voor flora en fauna gemaakt, zoals hop-overs voor vleermuizen, faunapassages, paluducten (een aangelegde moeraszone over of langs bijvoorbeeld een betonnen constructie, waarmee grondgebonden dieren die in natte gebieden leven, zoals waterspitsmuizen, ringslangen en amfibieën, veilig kunnen passeren) en het herstellen van waterwegen.

### Planning en voortgang
Op 9 november 2011 heeft de Raad van State alle bezwaren ongegrond of niet-ontvankelijk verklaard. Dat betekende dat er zo snel mogelijk met de aanleg werd begonnen. Er werd begonnen met het zuidelijke deel. Vanaf begin 2013 begon men dan met het noordelijke deel, en in de loop van 2013 ook het middengedeelte. De Centrale As zou eind 2015 geheel gereed moeten zijn. Uiteindelijk is de weg op 7 oktober 2016 in gebruik genomen, ongeveer een jaar later dan gepland.

## Aantal rijstroken
| Traject                                                        | Aantal rijstroken |
| -------------------------------------------------------------- | ----------------- |
| Pier veerdienst Ameland - rotonde Dokkum Zuid ( )              | 2×1               |
| rotonde Dokkum Zuid ( ) - kruispunt ten noorden van Nijega ( ) | 2×2               |

## Voetnoten
1. ↑  De aanleg van de weg gebeurde onder de projectnaam "De Centrale As", de uiteindelijke weg heeft de naam "Sintrale As" gekregen. Beide namen worden in de praktijk door elkaar gebruikt.
2. 1 2  Postma, E.S. (2008). "De Centrale As: met welke variant op de goede weg?", RUG (PDF)
3. ↑  waldnet.nl
4. ↑  Website projectbureau De Centrale As, planning